# Fastighetsbolag
Ett fastighetsbolag är ett företag som äger, utvecklar och/eller förvaltar fastigheter.

## Internationellt
Fastighetsbolags associationsrättsliga form varierar i linje med skillnader i regelverk i olika länder. 
Vissa länder har särskilda begränsningar för ägandet av fast egendom. Därför kan det finnas begränsningar för exempelvis utländskt ägande eller begränsningar i handel med fastighetsbolag. 
En stor del av världens fastighetstillgångar ägs av så kallade Real estate investment trust, REIT. REIT är bolag som vanligen är undantagna från bolagsskatt där beskattningen helt sker hos investorerna. REIT förekommer i ett tjugotal länder i världen inklusive USA, Storbritannien, Australien, Japan och Tyskland. 

## Fastighetsbolag i Sverige
Fastighetsbolag brukar i Sverige delas upp mellan allmännyttiga bostadsföretag, som ägs av kommuner eller stat, drivs utan vinstsyfte, och i första hand äger fastigheter med hyreslägenheter, och privata större och mindre fastighetsbolag som äger eller förvaltar olika typer av fastigheter, och vanligtvis drivs i vinstsyfte. Det finns även fastighetsbolag som inte passar in i någon av kategorierna, till exempel Akademiska Hus.